# Илисберг (Пенсилванија)
Илисберг (енгл. Elysburg) насељено је место без административног статуса у америчкој савезној држави Пенсилванија.

## Демографија
По попису из 2010. године број становника је 2.194, што је 127 (6,1%) становника више него 2000. године.
| Група             | 2000.         | 2010.         |
| Белци             | 2.045 (98,9%) | 2.136 (97,4%) |
| Афроамериканци    | 3 (0,1%)      | 10 (0,5%)     |
| Азијати           | 5 (0,2%)      | 16 (0,7%)     |
| Хиспаноамериканци | 9 (0,4%)      | 23 (1,0%)     |
| Укупно            | 2.067         | 2.194         |